# Paracoccus coriariae
Paracoccus coriariae är en insektsart som först beskrevs av Brittin 1938.  Paracoccus coriariae ingår i släktet Paracoccus och familjen ullsköldlöss. Inga underarter finns listade i Catalogue of Life.